# Dolinčiče, Bistrica pri Pliberku
Dolinčiče (nemško Dolintschitschach) je naselje v Občini Bistrica pri Pliberku v Okraju Velikovec na Koroškem v Avstriji.